# 泰拉诺
泰拉诺（義大利語：Terlano），是意大利北部南蒂罗尔的一个市镇，位于其省会波尔查诺的西北方约9公里处。总面积18平方公里，人口4132人，人口密度229.6人/平方公里（2009年）。ISTAT代码为021097。